# 1880 no Brasil
Esta é uma cronologia dos fatos acontecimentos de ano 1880 no Brasil.

## Incumbentes
- Imperador – D. Pedro II (1831–1889)
- Presidente do Conselho de Ministros – João Lins Vieira Cansanção de Sinimbu, Visconde de Sinimbu (1878–1880)

## Eventos
- 4 de janeiro: Termina a Revolta de Vintém na cidade do Rio de Janeiro.
- 10 de março: O corpo de bombeiros de São Paulo é fundado.
- 5 de abril: Fundado o tradicional Instituto Superior de Educação do Rio de Janeiro (ISERJ) na época como Escola Normal da Corte
- 9 de junho: A Sociedade Brasileira Contra a Escravidão é fundada por Joaquim Nabuco.
- 13 de junho: A Escola de Belas Artes da Bahia é inaugurada.
- 17 de dezembro: Tráfico dos escravos entre Estados é proibido.
- 24 de dezembro: O Clube da Engenharia é fundado no Rio de Janeiro.

## Nascimentos
- 20 de janeiro: Oscar Alfredo Cox, dirigente esportivo (m. 1931).
- 5 de março: José Antônio Flores da Cunha, político (m. 1959).
- 23 de julho: Antonio Rocco, pintor ítalo-brasileiro (m. 1944).

## Mortes
- 28 de janeiro: Francisco de Paula Cavalcanti de Albuquerque, político (n. 1793).
- 20 de março: Antônio da Costa Pinto, político (n. 1802).
- 7 de maio: Luís Alves de Lima e Silva, político (n. 1803).
- 1 de novembro: José Maria da Silva Paranhos, estadista e político (n. 1819).